# 8044 Tsuchiyama
8044 Tsuchiyama è un asteroide della fascia principale. Scoperto nel 1994, presenta un'orbita caratterizzata da un semiasse maggiore pari a 2,3977027 UA e da un'eccentricità di 0,1322009, inclinata di 2,50694° rispetto all'eclittica.